# 西村栄治
西村 栄治（にしむら えいじ、1969年 - ）は日本の詩人・イラストレーター。京都府京都市生まれ。1994年に仕事中右手指を3本切断する事故に遭い、それがきっかけで詩作を始める。その後京都・大阪・奈良などで作品展を開催。現在、京都の西陣で自宅兼画廊の三畳間ギャラリーで常時作品を公開している。

## 出版物等
- 詩画集『しんぱいしないで』（三畳間文庫）
- 画文集『風が吹くのを待つんだよ』（道友社）
- ポストカード

## その他
- 2004年よりFM京都三条ラジオカフェで「アカルイ☆ミライ」という番組のパーソナリティを担当。